# 브라이언 헤일리

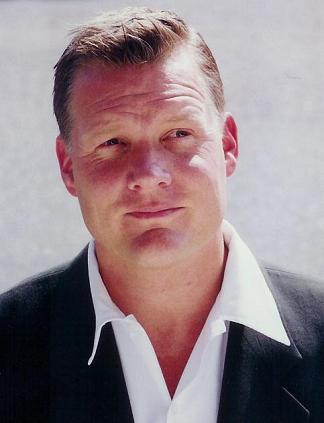

브라이언 헤일리(Brian Haley, 1963년 2월 12일 ~ )는 미국의 배우이다.
시애틀에서 태어났다.

## 영화
- 드래프트 데이 (2014년) - NFL 위원장 역
- 어메이징 스파이더맨 2 (2014년) - 필 왓슨 역
- 컨트롤러 (2011년) - 폴리스 오피서 마에스 역
- 펠햄 123 (2009년)
- 그랜 토리노 (2008년) - 밋치 코왈스키 역
- 디파티드 (2006년)
- 그 남자는 거기 없었다 (2001년)
- 진주만 (2001년) - 훈련 교관 역
- 더 써틴스 이어 (1999, The Thirteenth Year)
- 명탐정 디씨 (1997년)
- 특전 네이비 (1997년)
- 화성 침공 (1996년) - 비빌요원 밋치 역
- 리틀 자이언트 (1994년)
- 탐정 포그와 애완견 애꾸 (1994년)
- 베이비 데이 아웃 (1994년) - 비코 역
- 샷건 (1992년)
- 윙스 (1990년) - 버드 역
- 영혼은 그대 곁에 (1989년) - 알렉스 역
- 케인호의 반란 (1988년)